# Gran Premio Ciudad de Misano Adriático
El Gran Premio Ciudad de Misano Adriático (oficialmente: Città di Misano-Adriatico) era una carrera ciclista que se disputaba en Misano Adriático (Italia) y sus alrededores.
Creada en 1996 ha variado de nombres oficiales a lo largo de su historia:
- Gran Premio Città di Misano Adriatico (1996)
- Giro Colline del Chianti Val d'Elsa (2004)
- Gran Premio Città di Misano Adriatico (2005-2006)
- Memorial Viviana Manservisi–dalla Pianura alle Valli e Lidi di Comacchio (2007-2008)
- Gran Premio Città di Modena–Memorial Viviana Manservisi (2010)

## Palmarés
| 1996 | Nicola Minali             | Fabrizio Guidi     | Claudio Chiappucci |  |  |
| 2004 | Krzyszof Szczawinski      | Bo Hamburger       | Dario Frigo        |  |  |
| 2005 | Guillermo Rubén Bongiorno | Paride Grillo      | Brett Lancaster    |  |  |
| 2006 | Daniele Bennati           | Enrico Degano      | Paride Grillo      |  |  |
| 2007 | Danilo Napolitano         | Paride Grillo      | Giuseppe Palumbo   |  |  |
| 2008 | Alessandro Petacchi       | Mauro Abel Richeze | Enrico Rossi       |  |  |
| 2009 | carrera suspendida        | carrera suspendida | carrera suspendida |  |  |
| 2010 | Francesco Chicchi         | Manuel Belletti    | Elia Viviani       |  |  |

## Palmarés por países
| País      | Victorias |
| --------- | --------- |
| Italia    | 5         |
| Polonia   | 1         |
| Argentina | 1         |